# Antoine d'Estrées
Antoine IV d'Estrées, né vers 1529, mort en 1609  est un militaire et aristocrate français.
Il est chevalier de l'ordre du Saint-Esprit (1578) (un des 24 premiers promus par Henri III) et chevalier de l'ordre de Saint-Michel (1568), gouverneur, sénéchal et premier baron du Boulonnais, vicomte de Soissons et de Bercy, seigneur châtelain et 1er marquis de Coeuvres, gouverneur de La Fère, de Paris et de l'Ile de France, grand maître de l'artillerie de France (nommé par Henri IV lors du siège d'Amiens).

## Origines et famille
Antoine d'Estrées est issu de la famille d'Estrées. Il est le fils de Jean d'Estrées, comte d'Orbec seigneur de Cœuvres, et de Catherine de Bourbon-Vendôme-Ligny(-sur-Canche) (v. 1508-v. 1530), fille de Jacques de Bourbon, bâtard de Vendôme, fils du comte Jean VIII de Bourbon-Vendôme et de sa maîtresse Philippote de Gournay (Maison de Bourbon-Ligny).
Il est le père de plusieurs d'Estrées célèbres (voir ci dessous).

## Carrière militaire
Antoine d'Estrées fut au service de trois Rois de France : Charles IX, Henri III et Henri IV.
Il a commencé sa carrière comme collecteur d'impôts à Orbec.
Il s'illustre à la défense de Metz contre Charles Quint, à la bataille de Saint Quentin où il est fait prisonnier et à la bataille de Moncontour où il commande l'artillerie en l'absence de son père.
Il est chevalier de l'ordre du Roi (chevalier de l'ordre de Saint Michel) et capitaine de 50 hommes d'armes de ses ordonnances lorsque le 1er août 1569 au camp de Beaulieu-les-Loches il est nommé maître et capitaine général de l'artillerie pour en faire fonction pendant la maladie du seigneur de la Bourdaisière (Jean Babou lequel avait succédé à Jean d'Estrées père d'Antoine).
Le 6 janvier 1570 le duc d'Alençon (François de France) le confirme dans la charge de premier gentilhomme de sa chambre, fonction exercée par Antoine d'Estrées pendant la minorité du duc. Le 9 janvier 1570, François de France l'établit gouverneur de ses pays et duchés d'Evreux, Conches, Breteuil, Passy et Beaumont, Comtés de Dreux, le Perche et Vicomté d'Orbec.
Le 9 juillet de la même année, Antoine d'Estrées prête le serment de conseiller du Roi en son conseil privé à Gaillon où se trouvait Charles IX.
il est fait capitaine et gouverneur de Boulogne et du pays boulonnais le 5 mars 1576 (il succède à François II Chaumeilh, seigneur de Caillac) et en prête le serment le 16 du même mois devant le chancelier de France René de Birague.
Il est fait chevalier des ordres du Roi en 1578. La même année Henri III lui accorde 50 000 livres en considération de ses « grands et recommandables services. »
Il est le premier marquis de Coeuvres : lettres d'érection du marquisat obtenues en mars 1585 d'Henri III.
Lieutenant-général de Picardie en 1586, il est grand-maître de l'Artillerie de France, gouverneur de Noyon le 19 août 1591 et de La Fère, puis de Paris et Île-de-France (1593-1594). Il est pourvu de la charge de grand maître de l'artillerie de France à Pas-en-Artois en 1597. et s'en démet en 1599.
Antoine d'Estrées donne le 3 juillet 1599 sa démission de lieutenant général au gouvernement de l'Île-de-France en faveur de son fils François-Annibal d'Estrées et le 10 novembre de la même année démissionne de son poste de grand maître et capitaine général de l'artillerie de France.

## Mariage et descendance
De son mariage le 14 février 1559, à Chartres, avec Françoise Babou de La Bourdaisière (1537-1593), fille de Jean Babou, seigneur de la Bourdaisière, comte de Sagonne, grand maître de l'artillerie de France, et de Françoise Robertet. elle meurt à Issoire en Auvergne lors d'une émeute survenue pendant les guerres de la Ligue catholique.
Ils eurent :
- Françoise (1564-1669), épouse le comte Charles de Sanzay, baron de Tupigny, vicomte héréditaire de Poitou. Ils eurent dix enfants ;
- Marguerite (née en 1565), épouse le 7 juillet 1585, Gabriel de Bournel, baron de Monchy, seigneur de Namps et d'Esteenbecque ;
- Diane (1566-1618), épouse à Paris, le 17 juin 1596, Jean de Montluc, seigneur de Balagny, Maréchal de France, Gouverneur-prince de Cambrai, (mort en juin 1603), fils naturel légitimé de Jean évêque de Valence et Anne Martin[8]. De sa liaison avec Jean-Louis de Nogaret de La Valette, duc d'Épernon elle eut Louise de La Valette abbesse de l'abbaye Sainte-Glossinde de Metz ;
- Gabrielle (vers 1571-1599), maîtresse du roi Henri IV, mère de César, duc de Vendôme : Louis XV en descend ;
- François-Annibal d'Estrées (vers 1573-1670), maréchal de France ;
- François Louis d'Estrées (1575-20 juin 1594), marquis de Cœuvres, mestre de camp du régiment de Picardie tué au siège de Laon ;
- Angélique d'Estrées (morte en 1634), religieuse au Prieuré Saint Louis de Poissy puis abbesse de l'Abbaye Sainte-Marie de Berteaucourt au diocèse d'Amiens. Henri IV la nomme ensuite abbesse de l'abbaye de Maubuisson. Elle gouverne cette dernière environ 10 ans puis s'en démet. Elle meurt en 1634 dans le Couvent des Clarisses de Paris (Couvent des Cordelières) où elle fut inhumée.
- Julienne-Hippolyte (1575-1657), épouse par contrat de mariage le 7 janvier 1597 Georges de Villars-Brancas, duc de Villars-Brancas et baron d'Oise, gouverneur du Havre-de-Grâce, mort en 1657, dont la mère était Catherine de Joyeuse, tante d'Anne ;
- Marie-Catherine (morte jeune).

## Armoiries
- « Écartelé  aux 1 et 4 de Bourbon, au bâton de gueules péri en bande, chargé d'un bâton d'argent péri en barre ; aux 2 et 3 au lion d'azur, couronné et lampassé de gueules de La Cauchie »